# Leire Baños
Leire Baños Indakoetxea (Irun, 29 de novembre de 1996) és una futbolista basca que juga al Llevant, principalment com a migcampista.

## Carrera de club
Va començar la seua carrera sènior a l'Oiartzun als 15 anys, sent fitxada per la Reial Societat, que la va incorporar al primer equip immediatament, tot i que sovint va fer-ho com a suplent, cosa que va passar al voltant d'una quarta part dels 200 partits de Primera Divisió que va jugar al conjunt de Sant Sebastià durant huit temporades. Va jugar tota la final i va fer l'assistència per al gol de la victòria, quan l'Erreala va guanyar el seu primer títol, la Copa de la Reina 2018-19, i va tenir un paper important en les victòries de la Copa Euskal Herria davant l'Athletic Club el 2019 i el 2020.
Després d'haver pactat el 2019 un nou contracte amb la Reial Societat amb una durada de dos anys, Baños va marxar lliure en finalitzar 2021 i va fitxar pel Llevant.

## Carrera internacional
A nivell internacional, Baños va ser membre de les seleccions d'Espanya sub-19 que van quedar subcampiones en edicions consecutives del Campionat Femení de la UEFA sub-19 (2014 a Noruega i 2015 a Israel), participant en ambdues finals. També ha estat seleccionada per a la selecció del País Basc.